# Ura Koyama
Ura Koyama (30. august 1890 – 5. april 2005) var Japans ældste person fra 2003 og frem til hendes død i 2005.[kilde mangler] Efter det blev Yone Minagawa den ældste.
Hun blev dokumenteret til at være den 2. ældste i hele verden i december 2004, men døde nogle måneder senere.